# Kinantropologie
Pojem Kinantropologie je složeninou řeckých slov. Kin (pohybovat se) - anthropos (člověk) - logos (sbírat, slovo, pojem ...). Dalo by se tedy říci, že Kinantropologie je věda o pohybu člověka. V současné době je Kinantropologie široce pojatým vědním oborem, který logicky požaduje třídění na podobory. Tyto je možno vnímat jako konkrétní vědní disciplíny. Z tohoto pohledu je vhodné definovat kinantropologii obecněji, aby charakteristika obsáhla všechny problémy, které s předmětem zájmu kinantropologie souvisejí.
Hodaň  uvádí, že se nabízejí dvě možnosti pohledů na Kinantropologii:
1. přijmout kinantropologii jako vědní obor, zabývající se "sportujícím člověkem" a individuálními i společenskými důsledky této záměrné činnosti, nebo
2. přijmout kinantropologii jako vědní obor, zabývající se "pohybujícím se člověkem" a individuálními a společenskými důsledky tohoto pohybování se obecně.

První pohled na vnímání kinantropologie je uplatňován ve slovenské literatuře. Naopak aktuální vývoj produkovaných prací v české odborné literatuře směřuje k vnímání druhému. Přijmeme-li druhé řešení, potom je možné navrhnout následující formulaci:
"Kinantropologie je vědní obor, zabývající se různými formami lidského pohybu z hlediska
- jeho vývoje a struktury,
- individuálních předpokladů jeho vlastní realizace,
- možných způsobů jeho realizace,
- dopadu realizované činnosti na fyzické, psychické a sociální změny člověka i ve vztahu ke kvalitě jeho osobního sociálního výstupu,
- reflexí pohybem způsobených změn do sociálních a profesních rolí, vzájemných vztahů specifických prostředí a institucí, ve kterých se pohyb vykonává, i vztahů těchto specifických prostředí a institucí k jiným společenským prostředím a institucím,
- reflexí obecně kulturních, vzdělávacích, právních, zdravotních, ekonomických i politických." - viz Hodaň .
S ohledem na výše citované je možno charakterizovat následující podobory kinantropologie:
- "vývojovou a strukturální kinantropologii" - zabývající se vlastním pohybem a možnostmi jeho realizace. Sem můžeme zařadit takové disciplíny, jako např.: antropomotoriku, antropometrii, biomechaniku, řízení lidského pohybu atd.,
- "biologickou kinantropologii" - zabývající se biologickými problémy lidského pohybu. Řadit sem můžeme např.: funkční anatomii, funkční antropologii, fyziologii zátěže, (pato)kinesiologii atd.,
- "pedagogická a psychologická kinantropologie" - zabývající se problémy realizace lidského pohybu ve smyslu jeho vyučování a učení, naplňovaná v disciplínách jako didaktika pohybových činností, aplikované pohybové aktivity, zážitková pedagogika, teorie pohybového učení, psychologie pohybových aktivit atd.
Dále je možno uvažovat o dalších podoborech:
- "ekonomická kinantropologie" - řešící problémy ekonomického charakteru jakými je například řešení vzájemných vztahů pohybu a ekonomiky (ekonomický přínos, tvorba hodnot, marketing, podíl prostředí tělesné kultury na makroekonomické ukazatele apod.) s disciplínami např.: ekonomika sportu, veřejné finance ve sportu, sportovní management, sportovní marketing atd.,
- "filozofická kinantropologie" - relativně samostatný podobor východiskový i podmiňující. Řešící problematiku na pomezí antropologie a filozofie,
- "sociokulturní kinantropologie" - zabývající se problémy vztahů mezi pohybujícím se člověkem-společností-kulturou. Předmětem jejího zkoumání je analýza obsahu a funkce systému tělesné kultury s jeho subsystémy, v závislosti na vývoji individua a společnosti, a její výchovné, kulturní, politické, právní a ekonomické konsekvence.
Kinantropologie má velmi blízko ke kineziologii (v zahraničí bývá velmi často mezi oběma termíny rovnítko).
Kinantropologie se konkrétně zabývá strukturou a funkcí pohybových činností člověka, jejich rozvojem a účinky, u různých věkových skupin populace, tzn. u osob bez postižení i se zdravotním postižením, a to v podmínkách tělesné výchovy, sportu, fyzioterapie, rekreace a zdravotní tělesné výchovy apod.
Kinantropologii je možné studovat v rámci doktorandského studia například na Fakultě sportovních studií Masarykovy Univerzity v Brně, Fakultě tělesné kultury Univerzity Palackého v Olomouci nebo Fakultě tělesné výchovy a sportu Univerzity Karlovy v Praze. Od roku 2016 rovněž na Katedře studií lidského pohybu Ostravské univerzity v Ostravě.